# 戴宗
戴 宗（たい そう）は、中国の小説で四大奇書の一つである『水滸伝』の登場人物。

## キャラクター概要
天速星の生まれ変わりで、序列は梁山泊第二十位の好漢。渾名は神行太保（しんこうたいほう）で、神行法（しんこうほう）という足が速くなる道術（後述）の使い手であることに由来。
元牢役人で道士でもある。長身痩躯、頭の鉢が大きい。飄々としたところがある義侠心の強い人物だが、牢役人時代は付け届けを囚人に要求するなど俗っぽい面もある。呉用とは古くからの友人。また、暴れん坊の李逵を制御することができる数少ない人物であり、李逵は戴宗にはまったく頭が上がらず、「兄貴」と慕い言いつけもよく聞いた。

## 物語中での活躍
戴宗は江州で牢役人の頭をしており、子分の李逵とともに下役人や囚人に畏怖されていた。また、その神行法の能力を見込まれ宰相・蔡京の息子である蔡得章に飛脚としても重宝されていた。
ある日、有名な好漢で旧友・呉用の手紙を預かっていた罪人の宋江と意気投合するが、彼は黄文炳によって謀叛をでっち上げられ牢へ入れられてしまう。宋江の無実を知っていた戴宗は弁明するが叶わず、知事である蔡得章から都にいる蔡京に判決の処遇を仰ぐ手紙を届けるよう言い付けられる。ところが、その道中で偶然にも梁山泊へ辿り着き、このことを首領の晁蓋と軍師となっていた呉用に相談した。結果、呉用の策により「宋江を都に護送せよ」という内容の手紙を蔡京の筆跡を真似て作成し、江州へ戻った戴宗はこれを知事に届けた。知事はこれを真に受けたが、黄文柄がこれが贋物であることを見抜いたため戴宗も捕縛、宋江ともども死刑宣告を受けた。しかし、処刑の当日に駆けつけた梁山泊と李逵の活躍で救出され、そのまま梁山泊の一員となった。
梁山泊では神行法の能力を生かして情報収集、伝令、諜報、工作、送迎、捕虜救出、行方不明者や人材の捜索などで大活躍。特に楊林、裴宣、鄧飛、孟康と有能な人材をスカウトし、間接的に石秀、楊雄、時遷らも梁山泊へと導いた。方臘討伐後、朝廷から武節将軍の称号と兗州の司令官の地位を与えられるが、辞退して泰山で出家、数ヵ月後に病でもないのに死期を悟り、別れの宴の最中笑いながら大往生した。死後も夢の中の徽宗を梁山泊へ導く役を務めている。
なお、続編にあたる『水滸後伝』では、生存しており以前と同様に活躍する。

## 神行法
神行法とは道術の一種である。この術は呪力をこめた護符を足にくくりつけることにより、人並みはずれた速度で走ることが可能となるというもので、両足に1枚ずつ護符を貼れば1日で500里（約275km）、2枚ずつ貼れば800里（約440km）を駆けることができる。
また、術者だけでなく、術者本人が同行していれば他の人物にも神行法をかけることができる。ただし、同時に術をかけることができるのは1人までのようで、2人以上に神行法を使われたことはなかった。さらに、道術という性質上、術者は酒と生臭を断つことが求められる。ただし、術者だけがそうしているだけでよく、同行者にはこの制約は当てはまらない。なお、物語中では高唐州戦において李逵とともに公孫勝を迎えに行く際、いつも酒で面倒をおこす李逵に方便を使い、この制約を守るよう言いつけた。ところが李逵は戴宗の目を盗んで酒と牛肉を食べたため、これを知った戴宗は李逵に途中で止まることができなくなる神行法をかけてこれを懲らしめた。この事実を見ると、神行法は単に早く走れる術ではなく（術者本人を含め）人間の動作を操ることに本質があるように窺える。
道士が何人かいる梁山泊において、戴宗のみが使用できる道術であり、この特技により非戦闘員にもかかわらず、梁山泊においてなくてはならない存在となっていた。しかし、『水滸伝』百二十回本にのみ田虎配下の馬霊がもう一人の神行法修得者として登場する。しかも道士としての技量は馬霊の方が上で、千里（文簡本では万里）を駆けることができた。馬霊が降伏した後、戴宗は彼からこの千里を駆ける神行法を伝授された。

## 戴宗が主人公格であるリライト作品
- ジャイアントロボ THE ANIMATION -地球が静止する日
- AKABOSHI -異聞水滸伝-